# Qu (fiume)

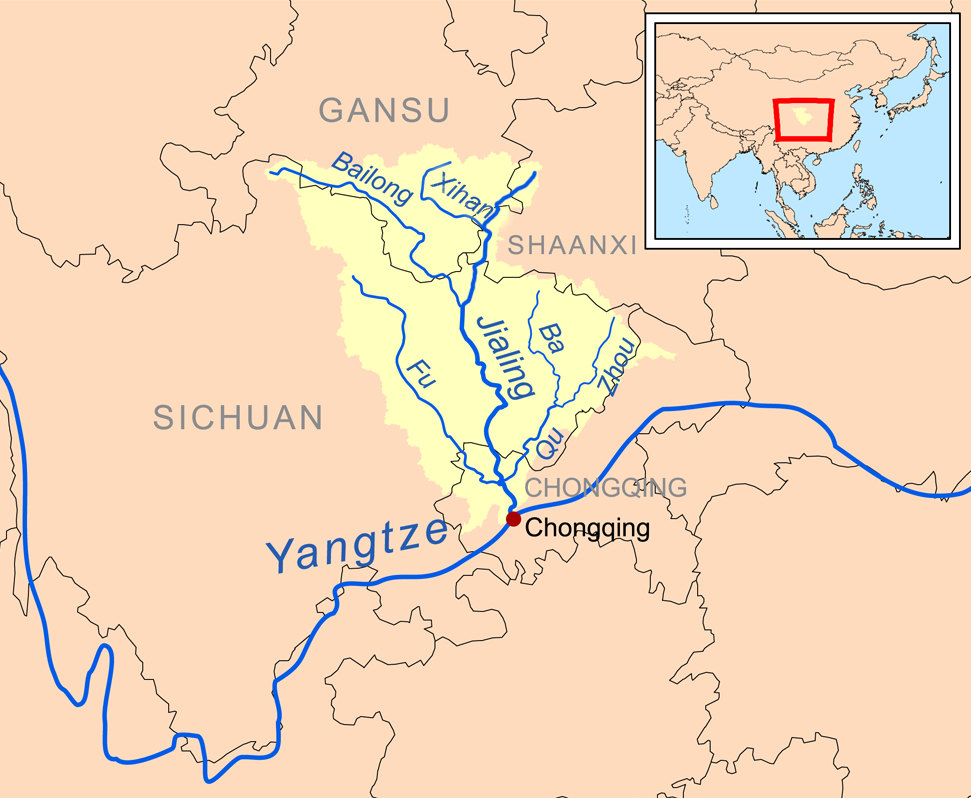
Corso del fiume Qu.

Il fiume Qu o Qujiang (in lingua cinese 渠江) è un corso d'acqua della Repubblica Popolare di Cina che scorre nella provincia del Sichuan, affluente di sinistra dello Jialing, affluente a sua volta dello Yangtze. 

## Descrizione
Il Qu si forma dalla confluenza dei fiumi Ba e Zhou e sfocia nello Jialing in prossimità della città di Fishing. Esso è lungo 720 km ed ha un bacino di 39.300 km².
Scorre attraverso le contee di Qu, Kwong、Yuechi e Linshui.
Il principale affluente del Qu è il Liujiang. Il corso del fiume è proprio di un corso d'acqua di pianura descrivendo molte anse e meandri.